# Лазарев, Игорь Лазаревич
Игорь Ла́заревич Ла́зарев (Игорь Ла́заревич Лазарев-Немковский) (11 сентября 1933 года, Харьков, УССР, СССР — 3 июня 1997 года, Воронеж, Россия) — советский и российский фольклорист и педагог; доцент кафедры теории литературы и фольклора (с 1993 года), кандидат филологических наук.

## Биография
Игорь Лазаревич Лазарев родился 11 сентября 1933 года в Харькове. Отец — актёр и режиссёр Лазарь Аркадьевич Лазарев (Немковский).
- 1953 год — окончил Воронежское музыкальное училище.
- 1956 год — окончил геологический факультет Воронежского государственного университета.
- 1962 год — окончил филологический факультет Воронежского государственного университета.
- 1961—1964 — главный редактор Воронежской телевизионной студии.
- 1973—1975 — художественный руководитель областной филармонии.
- 1977 — кандидат филологических наук;
  - тема диссертации: «Современная жизнь русских народных песен дооктябрьского периода»[1].

Руководил студенческими фольклорными экспедициями на территории Воронежской области.
Скончался 3 июня 1997 года в Воронеже.

## Научные интересы
- Современное бытование традиционного русского фольклора,
  - преимущественно — Воронежских народных песен.

## Публикации
Игорь Лазаревич — автор многих научных статей[каких?] и учебных пособий.